# ドクタージーカンズ
ドクタージーカンズ（英：DR.JEEKAHN'S）は、東京都渋谷区円山町に所在する商業ビル。

## 概要
ダイフレックス系列の「ダイフレックスクリエーション」と、フジビルにより1991年2月8日に開業。
アメリカの映画製作関係者から持ち込まれたレーザーガンによる戦闘シミュレーションゲーム事業を長浜楽市に導入したことをきっかけに、1987年にアミューズメント業界に進出したダイフレックスは、ディズニーランドの日本人マーケティング担当とデザイナーをスカウトし「ダイフレックスクリエーションUSA」を設立しアメリカで好評を博したアミューズメント施設や自社開発品を日本で販売する計画を検討したものの、前例主義的な日本の事業風土では売上を見込めないとしてビジネスの成立を実証するべく自社のアミューズメントハードウェアのショールームの位置付けとして若者向けの市場調査が良好だったことから開発に踏み切った。
総工費25億円をかけ延床面積1700平米の空間に、開業当初は18歳未満の未成年立入禁止の都市型テーマパークとして、シド・ミードのコンセプトストーリーデザインにより時空の旅人・ジーカン博士が体験した異次元空間を階別に再現したカプセルという設定とした。初年度は約20万人の来場者を記録、1992年には他の都市型テーマパークとの差別化を図るべく「エンターテイメントファクトリー」のキャッチコピーでダンスショーの強化やプリペイドカードシステムの廃止などを実施、1993年5月18日には入場料・未成年入場禁止を廃止し5-6階レストランの業態転換、1994年にはベージュを基調色とした内外装のリニューアルを行い異次元的なコンセプトを弱めていった。
1997年には2-3階にクラブ「Harlem」が開業しヒップホップ系の公演を主に開催、テーマパーク営業は既に終了しクラブ「ATOM TOKYO」が入居し、宴会場としても営業している。

## テーマパーク時代

### 館内
各階は「Dimention」として次元をイメージし、エレベーターは「ディメンショントランスポーター」（次元転送機）、従業員は異次元の住人「インハビタント」、利用客は「トラベラー」の設定とした。フロア名は開業時。
1st Dimension「Venture Quad」（1階）
施設概要を紹介する5分間のプレショーや案内所・クロークを設置。
1991年7月には研究室をイメージしたバー「LABO」、8月にはバトルテック筐体を4台試験的に設置。
1992年7月には屋外にリディフュージョン・シミュレーション社製のシミュレーションライド「VENTURER（ベンチュラー）」を設置。
1994年時点ではレーザーシューティングゲーム「Q-ZAR」を設置。
2nd Dimention「PLANET SEPTON」（2階）
ダイフレックス製のレーザーシューティングゲーム、戦闘含み全15ゾーン構成で所要時間15分、料金1000円。1993年6月には「バトルテックセンター」に転換しバトルテック筐体16台を設置。
3rd Dimention「Gammon 3」（3階）
シド・ミードのデザインによる赤を基調としたインテリアで、セガ・エンタープライゼス製の「WORLD DERBY」をベースにミードがデザインした天馬をイメージした馬のコマや空をイメージした青の走路を配しCCDカメラを4箇所に配した「ワールドダービーデラックス」を中心に、スロット・ブラックジャックなどのメダルゲームを展開。アルコールを中心としたドリンク販売も実施。1991年7月には「ジョーカーズ・ワイルド」などスロット10台を追加し36台とした。
4th Dimension「HYDROTTO」（4階）
海底をイメージしたバー・レストラン。静かすぎるとの不評があり、後に賑わいのある音楽や照明の演出や深海魚のオブジェを加えた。1994年時点ではイベントスペース。
5th Dimension「Paladrome」（5階）
館内コンセプトを元に構成されたアメリカ人ダンサーのショーを展開する2層吹き抜け構造のステージレストラン。1993年5月には6階と合わせシュラスコレストラン「パンタナール」に転換、食べ放題形式での提供とした。
6th Dimension「DR.JEEKAHNS Study」（6階）
ジーカンズ博士の書斎をイメージした、法人会員限定のVIPラウンジ。フルコース食を提供し5階ステージを見下ろす構造とした。

### 料金
- 入場には当初プリペイドカードが必要で、園内での1円を「10JEE」のレートとし1万円または6000円のカードを販売、入場には1200円分の度数が引かれた[3]。その後1991年7月には1円を1JEEに改めカード販売額も4000円・6000円・8000円の3種とし割高感を解消する方針としたものの[10]、1992年のリニューアル時にプリペイドカード制を廃止し入場料を1000円に値下げし[5]、1993年には入場無料とした[6]。